# Pseudione brattstroemi
Pseudione brattstroemi är en kräftdjursart som beskrevs av Stuardo, Vega och Cespedes 1986. Pseudione brattstroemi ingår i släktet Pseudione och familjen Bopyridae. Inga underarter finns listade i Catalogue of Life.